# Pelajau Ilir
Pelajau Ilir is een bestuurslaag in het regentschap Banyuasin van de provincie Zuid-Sumatra, Indonesië. Pelajau Ilir telt 610 inwoners (volkstelling 2010).